# Pan de Lis
Pan De Lis (fr.  Moi Renart) – francuski serial animowany z 1986 bazujący na Powieści o lisie.
Serial jest jedną z wielu adaptacji postaci lisa, chytrego i przebiegłego, po raz pierwszy pojawiającego się w Powieści o lisie. Główni bohaterowie (Renart i Hermeline, Ysengrin i Hersent, Chanteclair i Tibert) występują bezpośrednio w oryginalnej wersji, natomiast Marmouzet, Nono i reszta, zostały wymyślone na potrzeby filmu.

## Fabuła
Pan De Lis (fr. Renart) – młody, chytry lis pochodzący z prowincji, udaje się na wędrówkę. W podróżach zawsze towarzyszy mu jego wierny kompan – biała małpka Marmouset, równie przebiegła jak on. Pewnego dnia przybywa do Paryża, gdzie poprzez oszustwa i niecne sztuczki, zamierza utrzymać firmę wielousługową – agencję De Lis.

## Dubbing francuski
- Jean-Pierre Denys – Renart (De Lis)
- Laurent Hilling – Ysengrin
- Maryline Saffer – Hermeline
- Raymond Baillet – Komisarz Chanteclair
- Rolande Forest – Dame Hersent
- Frédéric Girard – Inspektor Tibert / Budvilin
- Jean-Louis – Moufflard
- Marie-Laure Dougnac – różne głosy
- Pierre Laurent – różne głosy

Źródło:

## Lista odcinków
| Numer odcinka | Tytuł francuski                | Tytuł polski                        |
| ------------- | ------------------------------ | ----------------------------------- |
| 01.           | Les aventures de Renart        | Żabia afera                         |
| 02.           | L'agence Renart                | Agencja De Lis                      |
| 03.           | Les grandes manoeuvres         | Wielkie manewry                     |
| 04.           | Renart fait sa pub             |                                     |
| 05.           | Le concert Moulio              | Koncert Bulia Mulino                |
| 06.           | La renarde                     |                                     |
| 07.           | Jess Bomb                      | Jazz boom                           |
| 08.           | Renart Big Mac                 |                                     |
| 09.           | Traquenard                     | Pułapka na Lisa                     |
| 10.           | Koko de St Zéphir              |                                     |
| 11.           | Jolibois contre Porkyland      | Miły las contra Parkland            |
| 12.           | L'art de Renart                |                                     |
| 13.           | L'affaire du kiosque           |                                     |
| 14.           | Gold star                      | Przyjęcie u Pana Prezydenta         |
| 15.           | Le petit chaperon rouge        |                                     |
| 16.           | O nuages, O désespoir          |                                     |
| 17.           | A la poursuite du radis double | W poszukiwaniu podwójnej rzodkiewki |
| 18.           | Tartala Bloune                 | Tartala i jego sekta                |
| 19.           | Il était une fois Renart       | Skarb przodków                      |
| 20.           | Le Renart dans les étoiles     | Gwiazdor                            |
| 21.           | Coup de sang                   |                                     |
| 22.           | Ciné fric frac                 | O tym, jak zdziecinniał cały świat  |
| 23.           | Le club des cavernes           |                                     |
| 24.           | Paris Kokar                    |                                     |
| 25.           | Petits petits petits           |                                     |
| 26.           | Big boom sur les ovnis         |                                     |